# IDM-Saison 2019
Bei der Internationalen Deutschen Motorradmeisterschaft 2019 wurden Titel in den Klassen IDM Superbike, IDM Supersport 600, IDM Superstock 600, IDM Supersport 300 und IDM Sidecar vergeben.

## Punkteverteilung
Meister wurde derjenige Fahrer beziehungsweise der Hersteller, der bis zum Saisonende die meisten Punkte erzielt hatte. Bei der Punkteverteilung wurden die Platzierungen im Gesamtergebnis des jeweiligen Rennens berücksichtigt. Die fünfzehn erstplatzierten Fahrer jedes Rennens erhielten Punkte nach folgendem Schema:
| Punkteverteilung | Punkteverteilung | Punkteverteilung | Punkteverteilung | Punkteverteilung | Punkteverteilung | Punkteverteilung | Punkteverteilung | Punkteverteilung | Punkteverteilung | Punkteverteilung | Punkteverteilung | Punkteverteilung | Punkteverteilung | Punkteverteilung | Punkteverteilung |
| ---------------- | ---------------- | ---------------- | ---------------- | ---------------- | ---------------- | ---------------- | ---------------- | ---------------- | ---------------- | ---------------- | ---------------- | ---------------- | ---------------- | ---------------- | ---------------- |
| Platz            | 1                | 2                | 3                | 4                | 5                | 6                | 7                | 8                | 9                | 10               | 11               | 12               | 13               | 14               | 15               |
| Punkte           | 25               | 20               | 16               | 13               | 11               | 10               | 9                | 8                | 7                | 6                | 5                | 4                | 3                | 2                | 1                |

In die Wertung kamen alle erzielten Punkte.

## Superbike 1000

### Wissenswertes
- Regeländerung ab der Saison 2019: Die Startaufstellung für das zweite Rennen wurde ab Position 10 vom Zeittraining bestimmt. Die ersten neun Plätze wurden durch das Ergebnis aus dem ersten Rennen bestimmt. In der dritten Startreihe standen die drei erstplatzierten Fahrer. Die Plätze 1 und 3 wurden getauscht. In der zweiten Startreihe standen die Fahrer auf den Plätzen 7, 8 und 9. Die erste Reihe wurde aus den Fahrern der Plätze 4, 5 und 6 gebildet.
- Das zweite Rennen auf dem Circuit Zolder wurde abgesagt, da die Streckenverhältnisse zu gefährlich waren.
- Die beiden Rennen der IDM Superbike am Nürburgring wurden erstmals im Rahmen des Truck-Grand-Prix ausgetragen.
- Jan Bühn verletzte sich vor dem Saisonstart und konnte erst zum Rennen am Nürburgring im Juli in die Saison starten.

### Rennergebnisse
|   | Datum  | Strecke           | Pole-Position      | Lauf | Platz 1            | Platz 2             | Platz 3             | Schn. Rennrunde    |
| - | ------ | ----------------- | ------------------ | ---- | ------------------ | ------------------- | ------------------- | ------------------ |
| 1 | 19.05. | Lausitzring       | Illja Mychaltschyk | 1    | Illja Mychaltschyk | Julian Puffe        | Erwan Nigon         | Julian Puffe       |
| 1 | 19.05. | Lausitzring       | Illja Mychaltschyk | 2    | Julian Puffe       | Erwan Nigon         | Ricardo Brink       | Illja Mychaltschyk |
| 2 | 10.06. | Oschersleben      | Julian Puffe       | 1    | Illja Mychaltschyk | Dominic Schmitter   | Julian Puffe        | Illja Mychaltschyk |
| 2 | 10.06. | Oschersleben      | Julian Puffe       | 2    | Erwan Nigon        | Illja Mychaltschyk  | Pepijn Bijsterbosch | Illja Mychaltschyk |
| 3 | 23.06. | Circuit Zolder    | Illja Mychaltschyk | 1    | Illja Mychaltschyk | Julian Puffe        | Dominik Vincon      | Illja Mychaltschyk |
| 3 | 23.06. | Circuit Zolder    | Illja Mychaltschyk | 2    | –                  | –                   | –                   | –                  |
| 4 | 21.07. | Nürburgring       | Julian Puffe       | 1    | Julian Puffe       | Erwan Nigon         | Marc Moser          | Illja Mychaltschyk |
| 4 | 21.07. | Nürburgring       | Julian Puffe       | 2    | Illja Mychaltschyk | Julian Puffe        | Erwan Nigon         | Illja Mychaltschyk |
| 5 | 28.07. | Schleizer Dreieck | Illja Mychaltschyk | 1    | Illja Mychaltschyk | Julian Puffe        | Jan Bühn            | Illja Mychaltschyk |
| 5 | 28.07. | Schleizer Dreieck | Illja Mychaltschyk | 2    | Illja Mychaltschyk | Julian Puffe        | Pepijn Bijsterbosch | Illja Mychaltschyk |
| 6 | 11.08. | Most              | Erwan Nigon        | 1    | Illja Mychaltschyk | Marc Moser          | Alessandro Polita   | Illja Mychaltschyk |
| 6 | 11.08. | Most              | Erwan Nigon        | 2    | Illja Mychaltschyk | Pepijn Bijsterbosch | Marc Moser          | Illja Mychaltschyk |
| 7 | 08.09. | Assen             | Illja Mychaltschyk | 1    | Illja Mychaltschyk | Bastien Mackels     | Ricardo Brink       | Illja Mychaltschyk |
| 7 | 08.09. | Assen             | Illja Mychaltschyk | 2    | Illja Mychaltschyk | Dominic Schmitter   | Pepijn Bijsterbosch | Illja Mychaltschyk |
| 8 | 29.09. | Hockenheimring    | Marvin Fritz       | 1    | Illja Mychaltschyk | Marvin Fritz        | Bastien Mackels     | Illja Mychaltschyk |
| 8 | 29.09. | Hockenheimring    | Marvin Fritz       | 2    | Marvin Fritz       | Illja Mychaltschyk  | Dominic Schmitter   | Bastien Mackels    |

### Fahrerwertung
| 1  | Illja Mychaltschyk  | BMW S 1000 RR     | alpha Racing-Van Zon-BMW         | 320 |
| 2  | Julian Puffe        | BMW S 1000 RR     | alpha Racing-Van Zon-BMW         | 205 |
| 3  | Pepijn Bijsterbosch | BMW S 1000 RR     |                                  | 183 |
| 4  | Erwan Nigon         | Kawasaki ZX-10R   | Kawasaki Weber-Motos Racing Team | 159 |
| 5  | Alessandro Polita   | Honda CBR 1000 RR | Holzhauer Racing Promotion       | 157 |
| 6  | Marc Moser          | Yamaha YZF-R1     | MGM Racing Performance           | 153 |
| 7  | Ricardo Brink       | Yamaha YZF-R1     |                                  | 120 |
| 8  | Toni Finsterbusch   | Suzuki GSX-R 1000 | Team Suzuki Mayer                | 99  |
| 9  | Dominic Schmitter   | Yamaha YZF-R1     |                                  | 98  |
| 10 | Jan Bühn            | BMW S 1000 RR     | EGS Moto Racing                  | 82  |
| 11 | Marc Neumann        | BMW S 1000 RR     |                                  | 64  |
| 12 | Bastien Mackels     | BMW S 1000 RR     |                                  | 62  |
| 13 | Jan Mohr            | BMW S 1000 RR     | BCC Racing Team                  | 58  |
| 14 | Stefan Kerschbaumer | Yamaha YZF-R1     | MPB Racing                       | 58  |

| 15 | Daniel Kartheininger | Suzuki GSX-R 1000 | HPC-Power Suzuki Racing       | 57 |
| 16 | Bobby Bos            | Suzuki GSX-R 1000 | HPC-Power Suzuki Racing       | 48 |
| 17 | Philipp Gengelbach   | Suzuki GSX-R 1000 |                               | 44 |
| 18 | Kevin Sieder         | Suzuki GSX-R 1000 | HPC-Power Suzuki Racing       | 34 |
| 19 | Björn Stuppi         | BMW S 1000 RR     | Buchner Motorsport            | 22 |
| 20 | Maximilian Weihe     | Yamaha YZF-R1     | MGM Racing Performance        | 17 |
| 21 | Leon Langstädtler    | Yamaha YZF-R1     | MGM Racing Performance        | 14 |
| 22 | Sarah Heide          | Suzuki GSX-R 1000 | Team Suzuki Laux ADAC-Sachsen | 14 |
| 23 | Tim Eby              | BMW S 1000 RR     | EGS Moto Racing               | 9  |
| 24 | Tim Stadtmüller      | Suzuki GSX-R 1000 | JR-Racingteam                 | 5  |

### Konstrukteurswertung
| 1 | BMW      | 623 |
| 2 | Yamaha   | 352 |
| 3 | Suzuki   | 209 |
| 4 | Kawasaki | 177 |
| 5 | Honda    | 157 |

## Supersport 600

### Wissenswertes
- Dennis Lippert kam beim ersten Rennen der IDM Supersport 600 am 8. Juni in Oschersleben zu Sturz. Der 23-Jährige verletzte sich dabei so schwer, dass er den Verletzungen drei Tage später im Krankenhaus erlag.[1]
- Das zweite Rennen auf dem Circuit Zolder wurde abgesagt, da die Streckenverhältnisse zu gefährlich waren.

### Rennergebnisse
|   | Datum  | Strecke           | Pole-Position   | Lauf | Platz 1       | Platz 2         | Platz 3         | Schn. Rennrunde |
| - | ------ | ----------------- | --------------- | ---- | ------------- | --------------- | --------------- | --------------- |
| 1 | 19.05. | Lausitzring       | Max Enderlein   | 1    | Sander Kroeze | Max Enderlein   | Tom Toparis     | Max Enderlein   |
| 1 | 19.05. | Lausitzring       | Max Enderlein   | 2    | Tom Toparis   | Max Enderlein   | Daniel Rubin    | Max Enderlein   |
| 2 | 10.06. | Oschersleben      | Gabriel Noderer | 1    | Max Enderlein | Martin Vugrinec | Gabriel Noderer | Martin Vugrinec |
| 2 | 10.06. | Oschersleben      | Gabriel Noderer | 2    | Max Enderlein | Tom Toparis     | Sander Kroeze   | Daniel Rubin    |
| 3 | 23.06. | Circuit Zolder    | Max Enderlein   | 1    | Max Enderlein | Tom Toparis     | Marc Buchner    | Marc Buchner    |
| 3 | 23.06. | Circuit Zolder    | Max Enderlein   | 2    | –             | –               | –               | –               |
| 4 | 28.07. | Schleizer Dreieck | Max Enderlein   | 1    | Luca Grünwald | Martin Vugrinec | Max Enderlein   | Tom Toparis     |
| 4 | 28.07. | Schleizer Dreieck | Max Enderlein   | 2    | Max Enderlein | Martin Vugrinec | Tom Toparis     | Daniel Rubin    |
| 5 | 11.08. | Most              | Marc Buchner    | 1    | Max Enderlein | Marc Buchner    | Martin Vugrinec | Martin Vugrinec |
| 5 | 11.08. | Most              | Marc Buchner    | 2    | Max Enderlein | Marc Buchner    | Martin Vugrinec | Martin Vugrinec |
| 6 | 08.09. | Assen             | Sander Kroeze   | 1    | Marc Buchner  | Sander Kroeze   | Max Enderlein   | Daniel Rubin    |
| 6 | 08.09. | Assen             | Sander Kroeze   | 2    | Sander Kroeze | Marc Buchner    | Dominik Rubin   | Sander Kroeze   |
| 7 | 29.09. | Hockenheimring    | Tom Toparis     | 1    | Marc Buchner  | Martin Vugrinec | Luca Grünwald   | Marc Buchner    |
| 7 | 29.09. | Hockenheimring    | Tom Toparis     | 2    | Luca Grünwald | Kevin Wahr      | Sander Kroeze   | Tom Toparis     |

### Fahrerwertung
| 1  | Max Enderlein      | Yamaha YZF-R6  | Freudenberg WorldSSP ACADEMY     | 222 |
| 2  | Marc Buchner       | Yamaha YZF-R6  | Buchner Motorsport               | 191 |
| 3  | Martin Vugrinec    | Yamaha YZF-R6  | UNIOR Racing Team                | 175 |
| 4  | Sander Kroeze      | Yamaha YZF-R6  | MGM Racing Performance           | 168 |
| 5  | Tom Toparis        | Yamaha YZF-R6  | Benro Racing                     | 142 |
| 6  | Wayne Tessels      | Yamaha YZF-R6  |                                  | 123 |
| 7  | Daniel Rubin       | Yamaha YZF-R6  | Rubin Racing Team                | 104 |
| 8  | Luca Grünwald      | Kawasaki ZX-6R | Kawasaki Schonck Team Motorex    | 104 |
| 9  | Gabriel Noderer    | Kawasaki ZX-6R | Kawasaki Weber-Motos Racing Team | 101 |
| 10 | Dominik Rubin      | Yamaha YZF-R6  | Rubin Racing Team                | 73  |
| 11 | Christoph Beinlich | Kawasaki ZX-6R | Kawasaki Weber-Motos Racing Team | 71  |
| 12 | Vasco van der Valk | Yamaha YZF-R6  |                                  | 67  |
| 13 | Marco Fetz         | Yamaha YZF-R6  |                                  | 58  |
| 14 | Come Geenen        | Yamaha YZF-R6  |                                  | 42  |

| 15 | Sandro Wagner     | Yamaha YZF-R6  | Rubin Racing Team                 | 31 |
| 16 | Kevin Mijwaart    | Yamaha YZF-R6  |                                   | 29 |
| 17 | Guus Boes         | Yamaha YZF-R6  |                                   | 26 |
| 18 | Dennis Lippert    | Yamaha YZF-R6  | Team RAVENOL Endurance Motorsport | 20 |
| 19 | Sandro Furtner    | Kawasaki ZX-6R | Kawasaki Schnock Team Motorex     | 15 |
| 20 | Severin Bingisser | Kawasaki ZX-6R | Kawasaki Schnock Team Motorex     | 13 |
| 21 | Henrik Müller     | Kawasaki ZX-6R | Kawasaki Schnock Team Motorex     | 12 |
| 22 | Ian Dublin        | Yamaha YZF-R6  |                                   | 6  |
| 23 | Milan Merckelbagh | Yamaha YZF-R6  | Benro Racing                      | 5  |

## Superstock 600

### Wissenswertes
- Die Klasse startete gemeinsam mit der Supersport 600, wurde aber getrennt gewertet. Am Ende der Saison wurde in dieser Klasse kein "Deutscher Meister"-Titel vergeben, sondern ein Cup-Sieger gekürt.
- Das zweite Rennen auf dem Circuit Zolder wurde abgesagt, da die Streckenverhältnisse zu gefährlich waren.
- Milan Merckelbagh wechselte nach der Veranstaltung in Zolder von der Supersport 600 in die Superstock 600-Kategorie.

### Rennergebnisse
|   | Datum  | Strecke           | Pole-Position   | Lauf | Platz 1                 | Platz 2           | Platz 3           | Schn. Rennrunde |
| - | ------ | ----------------- | --------------- | ---- | ----------------------- | ----------------- | ----------------- | --------------- |
| 1 | 19.05. | Lausitzring       | Max Enderlein   | 1    | Stefan Ströhlein        | Jan Schmidt       | Tom Kohnen        | Max Enderlein   |
| 1 | 19.05. | Lausitzring       | Max Enderlein   | 2    | Stefan Ströhlein        | Jan Schmidt       | Moritz Jenkner    | Max Enderlein   |
| 2 | 10.06. | Oschersleben      | Gabriel Noderer | 1    | Stefan Ströhlein        | Jan Schmidt       | Moritz Jenkner    | Martin Vugrinec |
| 2 | 10.06. | Oschersleben      | Gabriel Noderer | 2    | Stefan Ströhlein        | Jan Schmidt       | Paul Fröde        | Daniel Rubin    |
| 3 | 23.06. | Circuit Zolder    | Max Enderlein   | 1    | Joep Overbeeke          | Moritz Jenkner    | Tom Kohnen        | Marc Buchner    |
| 3 | 23.06. | Circuit Zolder    | Max Enderlein   | 2    | –                       | –                 | –                 | –               |
| 4 | 28.07. | Schleizer Dreieck | Max Enderlein   | 1    | Stefan Ströhlein        | Milan Merckelbagh | Paul Fröde        | Tom Toparis     |
| 4 | 28.07. | Schleizer Dreieck | Max Enderlein   | 2    | Stefan Ströhlein        | Milan Merckelbagh | Tom Kohnen        | Daniel Rubin    |
| 5 | 11.08. | Most              | Marc Buchner    | 1    | Milan Merckelbagh       | Stefan Ströhlein  | Tom Kohnen        | Martin Vugrinec |
| 5 | 11.08. | Most              | Marc Buchner    | 2    | Milan Merckelbagh       | Paul Fröde        | Stefan Ströhlein  | Martin Vugrinec |
| 6 | 08.09. | Assen             | Sander Kroeze   | 1    | Joep Overbeeke          | Milan Merckelbagh | Paul Fröde        | Daniel Rubin    |
| 6 | 08.09. | Assen             | Sander Kroeze   | 2    | Milan Merckelbagh       | Paul Fröde        | Jan Schmidt       | Sander Kroeze   |
| 7 | 29.09. | Hockenheimring    | Tom Toparis     | 1    | Jonathan Lykke Nessjoen | Jan Schmidt       | Milan Merckelbagh | Marc Buchner    |
| 7 | 29.09. | Hockenheimring    | Tom Toparis     | 2    | Jan Schmidt             | Paul Fröde        | Per Behmer        | Tom Toparis     |

### Fahrerwertung
| 1  | Stefan Ströhlein  | Yamaha YZF-R6    |                                   | 214 |
| 2  | Jan Schmidt       | Yamaha YZF-R6    |                                   | 205 |
| 3  | Paul Fröde        | Honda CBR 600 RR | ADAC Sachsen e. V.                | 174 |
| 4  | Milan Merckelbagh | Yamaha YZF-R6    | MGM Racing Performance            | 155 |
| 5  | Moritz Jenkner    | Yamaha YZF-R6    | PZmotorsport Racespare.com        | 133 |
| 6  | Tom Kohnen        | Yamaha YZF-R6    |                                   | 130 |
| 7  | Joep Overbeeke    | Yamaha YZF-R6    |                                   | 118 |
| 8  | Per Behmer        | Yamaha YZF-R6    | Rubin Racing Team                 | 108 |
| 9  | Kevin Michel      | Yamaha YZF-R6    |                                   | 83  |
| 10 | Nico Maier        | Yamaha YZF-R6    | Rubin Racing Team                 | 77  |
| 11 | Philipp Stich     | Yamaha YZF-R6    |                                   | 73  |
| 12 | Kevin Laurien     | Yamaha YZF-R6    |                                   | 73  |
| 13 | Michael Götz      | Yamaha YZF-R6    |                                   | 68  |
| 14 | Moritz Benz       | Yamaha YZF-R6    | Rubin Racing Team                 | 45  |
| 15 | Dustin Tham       | Yamaha YZF-R6    |                                   | 25  |
| 16 | Marco Lippert     | Yamaha YZF-R6    | Team RAVENOL Endurance Motorsport | 19  |
| 17 | Bastian Ubl       | Yamaha YZF-R6    |                                   | 19  |
| 18 | Angelo Labita     | Yamaha YZF-R6    |                                   | 10  |

## Supersport 300

### Wissenswertes
- Die IDM Supersport 300 startete nicht in Zolder, weil die belgischen Vorschriften ein Mindestalter von 16 Jahren verlangen. Da in dieser Klasse viele Fahrer unter 16 Jahre alt sind, wurden zwei zusätzliche Rennen auf dem TT Circuit Assen im Rahmen des Gamma Racing Days ausgetragen.

### Rennergebnisse
|   | Datum  | Strecke           | Pole-Position    | Lauf | Platz 1          | Platz 2          | Platz 3          | Schn. Rennrunde  |
| - | ------ | ----------------- | ---------------- | ---- | ---------------- | ---------------- | ---------------- | ---------------- |
| 1 | 19.05. | Lausitzring       | Koen Meuffels    | 1    | Koen Meuffels    | Rick Dunnik      | Colin Velthuizen | Rick Dunnik      |
| 1 | 19.05. | Lausitzring       | Koen Meuffels    | 2    | Koen Meuffels    | Rick Dunnik      | Toni Erhard      | Rick Dunnik      |
| 2 | 10.06. | Oschersleben      | Colin Velthuizen | 1    | Angelo Licciardi | Colin Velthuizen | Ruben Bijman     | Angelo Licciardi |
| 2 | 10.06. | Oschersleben      | Colin Velthuizen | 2    | Angelo Licciardi | Rick Dunnik      | Colin Velthuizen | Troy Beinlich    |
| 3 | 28.07. | Schleizer Dreieck | Jan-Ole Jähnig   | 1    | Angelo Licciardi | David Kuban      | Rick Dunnik      | Colin Velthuizen |
| 3 | 28.07. | Schleizer Dreieck | Jan-Ole Jähnig   | 2    | David Kuban      | Jeffrey Buis     | Jan-Ole Jähnig   | Rick Dunnik      |
| 4 | 11.08. | Most              | Victor Steeman   | 1    | Victor Steeman   | Walid Khan       | Angelo Licciardi | Angelo Licciardi |
| 4 | 11.08. | Most              | Victor Steeman   | 2    | Victor Steeman   | Toni Erhard      | Angelo Licciardi | Victor Steeman   |
| 5 | 18.08. | Assen             | Scott Deroue     | 1    | Scott Deroue     | Jeffrey Buis     | Colin Velthuizen | Ruben Bijman     |
| 5 | 18.08. | Assen             | Scott Deroue     | 2    | Scott Deroue     | Walid Khan       | Dion Otten       | Scott Deroue     |
| 6 | 08.09. | Assen             | Rick Dunnik      | 1    | Walid Khan       | Ruben Bijman     | Harry Khouri     | Toni Erhard      |
| 6 | 08.09. | Assen             | Rick Dunnik      | 2    | Walid Khan       | Angelo Licciardi | Ruben Bijman     | Ruben Bijman     |
| 7 | 29.09. | Hockenheimring    | Angelo Licciardi | 1    | Walid Khan       | Rick Dunnik      | Angelo Licciardi | Marvin Siebdrath |
| 7 | 29.09. | Hockenheimring    | Angelo Licciardi | 2    | Rick Dunnik      | Walid Khan       | Angelo Licciardi | Rick Dunnik      |

### Fahrerwertung
| 1  | Angelo Licciardi     | Kawasaki Ninja 400 |                                     | 236 |
| 2  | Rick Dunnik          | Yamaha YZF-R3      |                                     | 209 |
| 3  | Walid Khan           | Kawasaki Ninja 400 | NUTEC-RT Motorsport by SKM-Kawasaki | 181 |
| 4  | Colin Velthuizen     | Kawasaki Ninja 400 | NUTEC-RT Motorsport by SKM-Kawasaki | 176 |
| 5  | Ruben Bijman         | Yamaha YZF-R3      |                                     | 176 |
| 6  | David Kuban          | KTM RC390R         |                                     | 142 |
| 7  | Toni Erhard          | KTM RC390R         | Freudenberg WorldSSP ACADEMY        | 131 |
| 8  | Melvin van der Voort | Yamaha YZF-R3      |                                     | 96  |
| 9  | Troy Beinlich        | Kawasaki Ninja 400 | NUTEC-RT Motorsport by SKM-Kawasaki | 88  |
| 10 | Marvin Siebdrath     | Kawasaki Ninja 400 | NUTEC-RT Motorsport by SKM-Kawasaki | 86  |
| 11 | Roy Voermans         | KTM RC390R         |                                     | 76  |
| 12 | Micky Winkler        | Kawasaki Ninja 400 | NUTEC-RT Motorsport by SKM-Kawasaki | 48  |
| 13 | Max Schmidt          | KTM RC390R         |                                     | 46  |
| 14 | Thom Molenaar        | Yamaha YZF-R3      |                                     | 44  |
| 15 | Sasha De Vits        | Yamaha YZF-R3      |                                     | 38  |

| 16 | Till Belczykowski  | KTM RC390R    | KTM Team West          | 38 |
| 17 | Mieke Abbink       | Yamaha YZF-R3 |                        | 26 |
| 18 | Niek van den Broek | Yamaha YZF-R3 |                        | 23 |
| 19 | Max Zachmann       | Yamaha YZF-R3 |                        | 19 |
| 20 | Vladislav Garbaruk | KTM RC390R    |                        | 15 |
| 21 | Nick Fischer       | Yamaha YZF-R3 | MGM Racing Performance | 15 |
| 22 | Jann Netzker       | KTM RC390R    |                        | 13 |
| 23 | Sven Doonenbal     | Yamaha YZF-R3 |                        | 11 |
| 24 | Nina Schubrikoff   | Yamaha YZF-R3 | MGM Racing Performance | 11 |
| 25 | Eddie de Boer      | Yamaha YZF-R3 |                        | 8  |
| 26 | Julia Hämmer       | Yamaha YZF-R3 | MGM Racing Performance | 5  |
| 27 | Levi Badie         | Yamaha YZF-R3 |                        | 2  |
| 28 | Oliver Svendsen    | Yamaha YZF-R3 | MGM Racing Performance | 1  |
| 29 | Corine Brandhorst  | Yamaha YZF-R3 |                        | 1  |

### Konstrukteurswertung
| 1 | Kawasaki | 527 |
| 2 | Yamaha   | 408 |
| 3 | KTM      | 316 |

## Gespanne

### Wissenswertes
- In der Saison 2019 wurden erstmals seit 1952 zwei Meistertitel (600 cm³ und 1000 cm³) vergeben. Das Team mit der höchsten Punktzahl (600 cm³ oder 1000 cm³) durfte sich Deutscher Meister nennen, der jeweils beste der anderen Klasse war Sieger DMSB Sidecar.

### Rennergebnisse 1000 cm³
|   | Datum  | Strecke           | Pole-Position                    | Lauf | Platz 1                          | Platz 2                           | Platz 3                               | Schn. Rennrunde                  |
| - | ------ | ----------------- | -------------------------------- | ---- | -------------------------------- | --------------------------------- | ------------------------------------- | -------------------------------- |
| 1 | 19.05. | Lausitzring       | Andres Nussbaum / Manuel Hirschi | 1    | Andres Nussbaum / Manuel Hirschi | John Smits / Gunter Verbrugge     | Hilbert Talens / Frank Claeys         | Andres Nussbaum / Manuel Hirschi |
| 1 | 19.05. | Lausitzring       | Andres Nussbaum / Manuel Hirschi | 2    | Mike Roscher / Anna Burkard      | John Smits / Gunter Verbrugge     | Andres Nussbaum / Manuel Hirschi      | Tim Reeves / Mark Wilkes         |
| 2 | 23.06. | Zolder            | John Smits / Gunter Verbrugge    | 1    | Andres Nussbaum / Manuel Hirschi | John Smits / Gunter Verbrugge     | Mike Roscher / Anna Burkard           | Markus Schlosser / Marcel Fries  |
| 2 | 23.06. | Zolder            | John Smits / Gunter Verbrugge    | 2    | Mike Roscher / Anna Burkard      | John Smits / Gunter Verbrugge     | Andres Nussbaum / Manuel Hirschi      | Markus Schlosser / Marcel Fries  |
| 3 | 28.07. | Schleizer Dreieck | Tim Reeves / Mark Wilkes         | 1    | Mike Roscher / Anna Burkard      | Andres Nussbaum / Manuel Hirschi  | John Smits / Gunter Verbrugge         | Mike Roscher / Anna Burkard      |
| 3 | 28.07. | Schleizer Dreieck | Tim Reeves / Mark Wilkes         | 2    | Mike Roscher / Anna Burkard      | Andres Nussbaum / Manuel Hirschi  | Peter Schröder / Denise Kartheininger | Mike Roscher / Anna Burkard      |
| 4 | 11.08. | Autodrom Most     | Tim Reeves / Mark Wilkes         | 1    | Mike Roscher / Anna Burkard      | John Smits / Gunter Verbrugge     | Scott Lawrie / Emmanuelle Clement     | Tim Reeves / Mark Wilkes         |
| 4 | 11.08. | Autodrom Most     | Tim Reeves / Mark Wilkes         | 2    | Mike Roscher / Anna Burkard      | Scott Lawrie / Emmanuelle Clement | Andres Nussbaum / Manuel Hirschi      | Tim Reeves / Mark Wilkes         |
| 5 | 08.09. | Assen             | Tim Reeves / Mark Wilkes         | 1    | John Smits / Gunter Verbrugge    | Scott Lawrie / Emmanuelle Clement | Andres Nussbaum / Manuel Hirschi      | Markus Schlosser / Marcel Fries  |
| 6 | 29.09. | Hockenheimring    | Markus Schlosser / Marcel Fries  | 1    | Andres Nussbaum / Manuel Hirschi | John Smits / Gunter Verbrugge     | Mike Roscher / Anna Burkard           | Tim Reeves / Mark Wilkes         |
| 6 | 29.09. | Hockenheimring    | Markus Schlosser / Marcel Fries  | 2    | John Smits / Gunter Verbrugge    | Andres Nussbaum / Manuel Hirschi  | Mike Roscher / Anna Burkard           | Markus Schlosser / Marcel Fries  |

### Fahrerwertung 1000 cm³
| 1  | Andres Nussbaum    | Manuel Hirschi         | LCR-Suzuki | Sidecar Team Hirschi´s Sense       | 212 |
| 2  | Mike Roscher       | Anna Burkard           | LCR-BMW    | RSC-Racing Roscher-Burkhard-Penz13 | 208 |
| 3  | John Smits         | Gunter Verbrugge       | RCN-Yamaha | Smitsracing #12                    | 199 |
| 4  | Peter Schröder     | Denise Kartheininger   | LCR-Suzuki | Schröder Sidecar Racing            | 100 |
| 5  | Hilbert Talens     | Frank Claeys           | LCR-Yamaha | Talens Racing                      | 95  |
| 6  | Wiggert Kranenburg | Jermaine van Middegaal | RCN-Yamaha | Team Kranenburg                    | 77  |
| 7  | Helmut Lingen      | Björn Bosch            | LCR-Suzuki | Lingo's Lower Rhine Sidecar Racers | 72  |
| 8  | Jorden Klok        | Kevin Kölsch           | RCN-Yamaha | Sidecar Racing Klok                | 70  |
| 9  | Patrick Baer       | Michael Waldt          | LCR-Suzuki | Team Baer                          | 68  |
| 10 | Wout Vermeule      | Werner Wiegers         | RSR-Yamaha | Halo Delmeco                       | 62  |
| 11 | Scott Lawrie       | Emmanuelle Clement     | LCR-Suzuki | Team SLR 72                        | 56  |
| 12 | Rogier Weekers     | Remco Moes             | RCN Suzuki | Weekers Racing                     | 45  |
| 13 | Michael Ouger      | Sebastien Seret        | LCR Suzuki | Team Bete des Vosges               | 38  |

### Rennergebnisse 600 cm³
|   | Datum  | Strecke           | Pole-Position                    | Lauf | Platz 1                  | Platz 2                             | Platz 3                         | Schn. Rennrunde                  |
| - | ------ | ----------------- | -------------------------------- | ---- | ------------------------ | ----------------------------------- | ------------------------------- | -------------------------------- |
| 1 | 19.05. | Lausitzring       | Andres Nussbaum / Manuel Hirschi | 1    | Tim Reeves / Mark Wilkes | Josef Sattler / Uwe Neubert         | Markus Schlosser / Marcel Fries | Andres Nussbaum / Manuel Hirschi |
| 1 | 19.05. | Lausitzring       | Andres Nussbaum / Manuel Hirschi | 2    | Tim Reeves / Mark Wilkes | Markus Schlosser / Marcel Fries     | Bennie Streuer / Kevin Rousseau | Tim Reeves / Mark Wilkes         |
| 2 | 23.06. | Zolder            | John Smits / Gunter Verbrugge    | 1    | Tim Reeves / Mark Wilkes | Markus Schlosser / Marcel Fries     | Bennie Streuer / Kevin Rousseau | Markus Schlosser / Marcel Fries  |
| 2 | 23.06. | Zolder            | John Smits / Gunter Verbrugge    | 2    | Tim Reeves / Mark Wilkes | Bennie Streuer / Kevin Rousseau     | Markus Schlosser / Marcel Fries | Markus Schlosser / Marcel Fries  |
| 3 | 28.07. | Schleizer Dreieck | Tim Reeves / Mark Wilkes         | 1    | Tim Reeves / Mark Wilkes | Bennie Streuer / Kevin Rousseau     | Josef Sattler / Uwe Neubert     | Mike Roscher / Anna Burkard      |
| 3 | 28.07. | Schleizer Dreieck | Tim Reeves / Mark Wilkes         | 2    | Tim Reeves / Mark Wilkes | Bennie Streuer / Kevin Rousseau     | Markus Schlosser / Marcel Fries | Mike Roscher / Anna Burkard      |
| 4 | 11.08. | Autodrom Most     | Tim Reeves / Mark Wilkes         | 1    | Tim Reeves / Mark Wilkes | Josef Sattler / Uwe Neubert         | Jakob Rutz / Björn Bosch        | Tim Reeves / Mark Wilkes         |
| 4 | 11.08. | Autodrom Most     | Tim Reeves / Mark Wilkes         | 2    | Tim Reeves / Mark Wilkes | Josef Sattler / Uwe Neubert         | Jakob Rutz / Björn Bosch        | Tim Reeves / Mark Wilkes         |
| 5 | 08.09. | Assen             | Tim Reeves / Mark Wilkes         | 1    | Tim Reeves / Mark Wilkes | Markus Schlosser / Marcel Fries     | Josef Sattler / Uwe Neubert     | Markus Schlosser / Marcel Fries  |
| 6 | 29.09. | Hockenheimring    | Markus Schlosser / Marcel Fries  | 1    | Tim Reeves / Mark Wilkes | Pekka Päivärinta / Jussi Veräväinen | Eero Pärm / Lauri Lipstok       | Tim Reeves / Mark Wilkes         |
| 6 | 29.09. | Hockenheimring    | Markus Schlosser / Marcel Fries  | 2    | Tim Reeves / Mark Wilkes | Eero Pärm / Lauri Lipstok           | Jakob Rutz / Björn Bosch        | Markus Schlosser / Marcel Fries  |

### Fahrerwertung 600 cm³
| 1  | Tim Reeves         | Mark Wilkes           | Adolf RS-Yamaha   | Team Berlin Express      | 275 |
| 2  | Markus Schlosser   | Marcel Fries          | LCR-Yamaha        | Team Schlosser           | 134 |
| 3  | Jakob Rutz         | Björn Bosch           | LCR-Yamaha        | Sidecar Racing Team Rutz | 120 |
| 4  | Josef Sattler      | Uwe Neubert           | Adolf RS-Kawasaki | Sattler Motorsport       | 105 |
| 5  | Bennie Streuer     | Kevin Rosseau         | LCR-Kawasaki      | Team Streuer             | 92  |
| 6  | Peter Kirmeswenger | Jens Lehnertz         | LCR-Kawasaki      | SRT#11 MRSC Gunskirchen  | 91  |
| 7  | Eero Pärm          | Lauri Lipstok         | LCR-Yamaha        | Pärm Racing Team         | 86  |
| 8  | Markus Schwegler   | Ondrej Kopecky        | LCR-Yamaha        | Team Königswartha        | 81  |
| 9  | Ilse de Haas       | Ferry Segers          | RCN-Kawasaki      | RCN Factory Racing       | 74  |
| 10 | Janez Remše        | Manfred Wechselberger | Adolf RS-Yamaha   | Remse Racing / PSV Wels  | 37  |

## Rahmenrennen
- Im Rahmen der Internationalen Deutschen Motorradmeisterschaft 2019 wurde der BMW Boxer Cup, der Twin-Cup sowie der Suzuki GSX-R 1000-Cup ausgetragen.